# إيفانغيلين والتون
إيفانغيلين والتون (بالإنجليزية: Evangeline Walton) (24 نوفمبر 1907، إنديانابوليس في الولايات المتحدة - 11 مارس 1996، توسان في الولايات المتحدة)؛ كاتِبة وروائية أمريكية.